# Trianon Múzeum

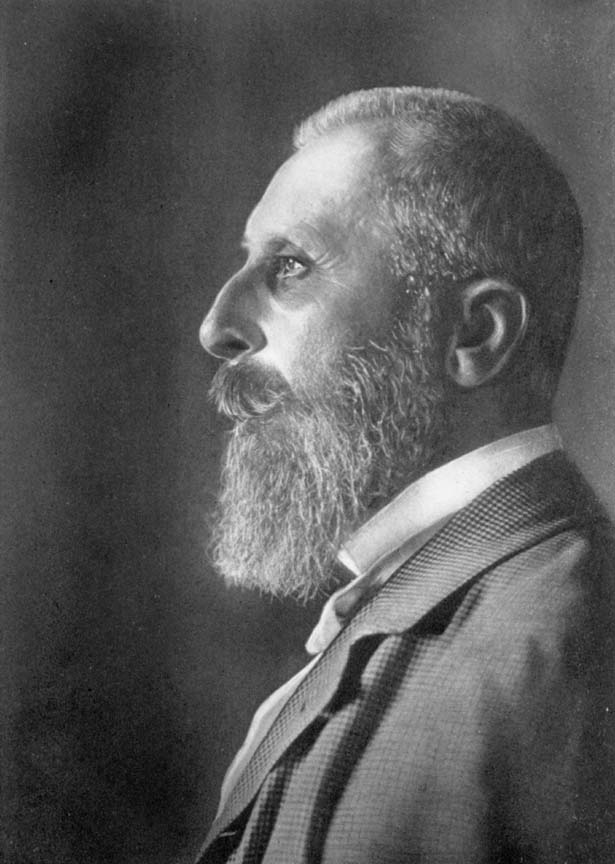
Gróf Apponyi Albert

A Trianon Múzeum a Kárpát-medence egyetlen olyan intézménye, amely az első világháborút követő békeszerződéssel és napjainkra is kiható következményeivel foglalkozik.
A Múzeumban bemutatott anyag a Kárpát-medence viszonylatában egyaránt felöleli a trianoni diktátum történetét és következményeit, bemutatja az I. világháborút követő irredenta mozgalmak, az anyaországhoz időlegesen visszacsatolt egyes országrészek hazatérésének pillanatait, a II. világháború eseményeit, és a háború utáni, magyarokat sújtó kollektív megtorlásokat.
Állandó- és vándorkiállításai révén a múzeumba látogatók átfogó ismereteket szerezhetnek az I. világháborút lezáró döntések következményeiről, az azt követő, sokszor vérzivataros történelmi folyamatokról.
Rendezvényeivel, tudományos és kulturális tevékenységével célja, hogy bemutassa a Kárpát-medencében ezer éve együtt élő közösségek hagyatékát, és hogy segítse és patronálja azon kezdeményezéseket, amelyek a magyar nemzet fizikai és lelki széttagoltságát igyekeznek orvosolni. Ennek érdekében a Múzeum számos, eddig hiánypótló nemzetpolitikai kezdeményezést indított el: segítője volt a délvidéki magyarirtás áldozatait rehabilitáló folyamatok megindulásának éppúgy, mint a felvidéki deportálások és kitelepítések történetét érintő tudományos, társadalmi diskurzus megindításának is.
A Múzeumban bemutatott gyűjtemény nem csak a 20. századi országvesztés tragikus eseményeit dokumentálja Újvidéktől Kassáig, Marosvásárhelytől Munkácsig, Nyitrától Varasdig. Elindítja azokat a kollektív lelki mechanizmusokat, melyek a magyarság 20. századi tragédiáinak feldolgozásához, az össznemzeti sebek begyógyulásához vezetnek.
Az 1920 után Magyarországtól elszakított területeken élők számára a Trianon Múzeum látogatása ingyenes.
A múzeum 2017-től kezdődően teljes felújításon ment át; megújult formájában 2023. szeptember 22-étől fogadja a látogatókat.

## Előzmények

### A várpalotai Zichy-kastély
A Trianon Múzeumnak a várpalotai Zichy-kastély ad otthont, mely 1725-ben épült, a település egyik földesura, gróf Zichy II. Imre, Árva vármegyei főispán és felesége, gróf Erdődy Terézia kezdeményezésére.
Az épület 1860-ban leégett, ezt követően a kastély akkori tulajdonosa, Széchenyi István barátja, gróf Waldstein János 1863-ban klasszicista, romantikus stílusban építtette át Ybl Miklós tervei alapján.
Az újjáépítés során a kastély művészi alkotásokkal és könyvtárral gyarapodott, a hatalmas kör alakú könyvtárszoba falait és mennyezetét freskókkal díszítették. A főépülethez összekötő szárny és egy gazdasági épület csatlakozik. Az egyemeletes kastély jellegzetessége a tetején kiemelkedő, ovális csonkatorony, melynek semmiféle funkciója nincs, csak díszítményül szolgál. Alatta, az emeleti részben található a könyvtár, melynek kupolája ovális alakú, és a tetőn bádogból kialakított díszt követi. A könyvek és az oldalfreskók a háború és az utána következő időszak alatt megsemmisültek, de a mennyezet freskója, Pállik Béla alkotása megmaradt.

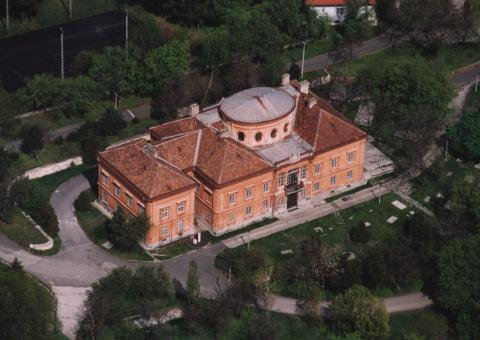
Zichy-kastély

Az épület 1913-ban a honvédség tulajdonába került. Az épület a két világháború között tiszti kaszinóként, parancsnoki épületként működött, majd 1942-ben szecessziós stílusú, önálló Tiszti Kaszinó épült a Zichy-kastély mellett. (Ez ma a Várpalotai Helyőrségi Klub.) 1945-ben a kastély az angolszász bombázások és a településen zajló utcai harcok következtében jelentősen megsérült, majd a II. világháború után rövid ideig a kommunista párt székháza volt. Az erősen leromlott állagú épületet a Honvédelmi Minisztérium 1954-ben Ybl Miklós eredeti tervei szerint, szakszerűen helyreállíttatta. Szomorú epizód a kastély történetében, hogy 1956-tól a karhatalmisták rendezkedtek be itt. 1957 márciusában tömegesen hurcoltak ide és vertek össze embereket, félve a MUK-tól („Márciusban Újra Kezdjük”).
A főbejáraton belépve az előcsarnokba érkezünk. Valamikor ez volt az említett kápolna. A helyén Ybl – megtartva az eredeti barokk belső teret – reprezentatív szalont rendezett be. Ma ez a kastély impozáns előcsarnoka, ahonnan a kiállítóterek és a főlépcsőház nyílik. A kastély legszebb helyisége az ovális alaprajzú, faburkolatos könyvtár, amelynek könyvállományát 1913-ban, amikor a kastély kincstári tulajdonba került, elszállították. A könyvtárterem mennyezetén Guido Reni olasz mester freskójának másolata látható, Apollót, Aurórát és a Hórákat ábrázolja. Eredetije a római Palazzo Rospigliosi kaszinót ékesíti. A másolatot Waldstein János pártfogoltja, Pállik Béla festőművész készítette, aki az 1860-as években állandó nyári vendége volt a kastélynak. A realista és akadémista stílusban alkotó művész a 19. század második felének, határainkon túl is elismert festője volt. A helyiséget és a lépcsőházat eredetileg több Pállik Béla kép – így a Zichy és Waldstein házaspárok életnagyságú portréi és vadászati témájú festmények – díszítették. Sajnos a képek hollétéről nem tudunk.
A földszinti és emeleti kiállítási tereiben mintegy harminc gyűjtemény látogatható, a kastélyt övező park szabadtéri rendezvények színtere.
Állandó kiállítások
- Kézjegy, amely megpecsételte a történelmi Magyarország sorsát - A trianoni békediktátum aláírása
- Fekete arcképcsarnok. A történelmi Magyarország szétszakításának és a közép- európai egyensúlyok lerombolásának politikai felelősei
- Vagonba zárt nemzet - A Magyar Királyi Államvasutak megszállása, kirablása és a magyar exodus 1918-1920
- Az összeomlástól a restaurációig 1918-1921, valamint Prónay Pál és a nyugat-magyarországi felkelés
- Civitas fortissima - A legbátrabb város, Balassagyarmat
- A Székely Hadosztály honvédő harcai 1918-1919
- Az elpusztíthatatlan - Lerombolt magyar köztéri műemlékek a Kárpát-medencében 1918 után
- Az összeomlástól a revízióig. A magyar irredenta mozgalom 1918-1941 között
- Az országzászló mozgalom története
- Irredenta dalok és zenekarok a két világháború közötti Magyarországon
- Irredenta falvédők a két világháború közötti Magyarországon - Magyar paraszti enteriőr az 1930-as években
- Magyar sors Csehszlovákiában 1945-1948
- Klebelsberg Kunó elemi népiskola
- Zaránd Domokos, az irredenta magyar vándor
- Turulszobrok a Kárpát-medencében
- Szeleczky Zita emlékszoba
- Eredj, ha tudsz! - Reményik Sándor emlékkiállítás
- A trianoni fájdalom költője - Sajó Sándor

### A Trianon Múzeum Alapítvány
A Trianon Múzeum Alapítvány azzal a fő célkitűzéssel jött létre, hogy az ország első Trianon múzeumát berendezze, működtesse. Az alapítvány kuratóriumi elnöke: Szabó Pál Csaba, kuratóriumi tagjai: Cseh Tamás, Bayer Zsolt és Tőkéczki László. A múzeum szakmai munkájának vezetését Ormos Mária vállalta el.
A Honvédelmi Minisztériummal folytatott másfél éves tárgyalássorozat után a Trianon Múzeum Alapítvány megkapta a Zichy-kastély épületét céljai megvalósítására. A szerződést a KVI és a Trianon Múzeum Alapítvány között 2002. május 7-én írták alá.

## Állandó kiállításai[4]

### Újonnan nyílt kiállítások
- Az elpusztíthatatlan - Lerombolt magyar köztéri műemlékek a Kárpát-medencében 1918 után
- Zaránd Domokos, az irredenta magyar vándor

### A magyar revizionista mozgalmak történetéhez
Az első világháborút lezáró békeszerződéseket a magyar társadalom szinte egyöntetű megdöbbenéssel és heves elutasítással fogadta. Az egy irányba mutató politikai, civil és egyéni mozgalmak hatására jöttek létre a békeszerződés felülvizsgálatát követelő irredenta, területvédő, kitelepített, hazafias és katonai szervezetek, egyesületek, majd szerveződtek nagyszabású kampányok, aláírásgyűjtések határon innen és túl. Ez a tárlat ezeknek a mozgalmaknak a plakátjaiból, felhívásaiból, képeslapjaiból mutat be egy válogatást.

### A magyar virtus és hősiesség relikviái
Az első és második világháború magyar helytállásának tárgyi emlékeit mutatja be a kiállítás. A lövészárkokban lőszerből, puskagolyóból, fák gyökereiből készült emlékek, hamutálak, gyújtók, falvédők, poharak, tálkák, újságok idézik a magyar katona hazaszeretetének megrendítő bizonyítékait. A Szanka József kutatómunkájára alapozott kiállítás az egyik legnagyobb az ilyen jellegű hazai gyűjtemények között.

### Atrianoni békeszerződésrevíziójának radikális kísérlete.LajtabánságésPrónay Pál
Érdekes módon a Sopronnak és környékének a megtartását lehetővé tevő nyugat-magyarországi felkelés részletei mind a második világháború előtt, mind azt követően, a közvélemény számára jórészt ismeretlenek maradtak. Ez a tárlat korabeli naplók, fényképek, dokumentumok, a legfrissebb történeti szakmunkák segítségével mutatja be a korabeli nemzetközi katonai és diplomáciai helyzetet, a selmecbányai és soproni diákok lobogó hazaszeretetét és tevőleges katonai cselekményeit, a Lajtabánság kikiáltását, Prónay Pál szerepét. A kiállítás része a fényképekből, tárgyi emlékekből, levelekből, párbaj-jegyzőkönyvekből álló Prónay-hagyaték.

### A trianoni fájdalom költője -Sajó Sándor
Az 1920-as évek egyik legnépszerűbb költőjének, a trianoni trauma - Reményik Sándor mellett - leghitelesebb, legnagyobb hatású megéneklőjének állít emléket a Sajó Sándor-kiállítás. A gyűjteményben látható Sajó Sándor családi hagyatéka, ennek legérdekesebb eredeti dokumentumai.

### Elpusztított köztéri műemlékek a Kárpát-medencében 1918 után
Az 1918-1920-as impériumváltásnak talán az egyik legkevésbé ismert fejezete a magyar jelenlétet, történelmet és kulturális teljesítményt őrző és megmutató, határon túlra került köztéri szobrok, emlékoszlopok, emléktáblák megsemmisítése volt. A kiállítás Deák Endre és Balázs Károly gyűjtése alapján a több, mint kettőszázötven megsemmisített műemlék közül a legfontosabbakat mutatja meg.

### Hazaszeretet és hazaféltés a magyar népi kultúrában
A tárlatot a balassagyarmati Palóc Múzeum anyagából rendezték be, amelyben az egykori alkotók az országvesztés és a vesztes világháború minden fájdalmát örökítették meg a falvédőkön, hímzéseken, keszkenőkön, pártákon, bútorokon, fafaragásokon.

### Krúdy Gyulaelfelejtett városa - Várpalota
Várpalota a 19. századi Magyarország egyik virágzó mezővárosa volt. A városka polgárai egy soknemzetiségű és sokvallású kistáj központjában maradandó értékeket hoztak létre. Várpalota a dunántúli kézművesipar egyik jeles települése, a csizmadiák, csapók, meszesek országszerte ismert fővárosa, az egyik legjelentékenyebb török kori végvár – a Thury-vár - oltalmában, a Zichyek, Waldsteinek dunántúli birtokainak fontos központjaként, a bakonyi betyárromantika egyik érdekes színtereként, a meginduló turisztikai mozgalmak egyik bázisaként kitörölhetetlenül szerepelt a régi ország kulturális térképén. Itt született és élt Krúdy Gyula nagyanyja, Radics Mária, akitől az író talán legfontosabb ösztönzését kapta sajátos írói világának kialakításához. A kiállítás a régi város változatos hétköznapjait mutatja be, melynek talán végső tanulsága: Várpalota, a Kárpát-medence kicsiben.

### Magyar kastélyok és kúriák a Kárpát-medencében
Gróf Lónyay Menyhért egykori magyar miniszterelnök egyenes ági leszármazottja, a jelenlegi Szerbia területén élő, Erdélyi István festőművész évekkel ezelőtt a valaha a család tulajdonában levő kastélyokat, kúriákat kezdte el festeni. Jelenleg már szinte nincs olyan jelentősebb kastélya a Kárpát-medencének, amelyet különleges, megragadó stílusában ne örökített volna meg. A tárlat ebből a hatalmas gyűjteményből mutat be egy válogatást, eredeti fotográfiák és a magyar kúria építészetet tárgyaló történeti, művészettörténeti szövegek kíséretében.

### Magyarországi vármegyék és törvényhatósági jogú városok képeslapokon 1896-1918
Ez a tárlat a történelmi Magyarországot, annak vármegyéit, városait mutatja be képeslapokon. A kiállítás a szerencsi Képeslap Múzeum Közép-Európában egyedülálló gyűjteménye alapján, megyei metszetekben tárja a múzeumlátogató elé a régi Magyarország településeit, várait, műemlékeit, természeti szépségeit, hegycsúcsait, folyóit, néprajzi különlegességeit.

### Mógor Tamás: Magyar címertörténet. Magyarország legnagyobb kézzel festett címergyűjteménye
A családi és nemzeti folytonosságot bemutató címerek előállításának, történetének és tudományos vizsgálatának diszciplínája a heraldika talán a legnagyobb pusztításokat szenvedte el az utóbbi évtizedekben. Mógor Tamás kézzel festett magyar címertörténeti sorozata egy egyetemes címertani összefoglaló mellett külön figyelmet szentel az erdélyi címeradományozásnak, a magyar miniszterelnökök, írók, költök, közéleti emberek családi címereinek bemutatására.

### Nemzeti jelképek üveg- és porcelántárgyakon
Az első világháborút megelőző évtizedekben a fürdőhelyeken, turisztikai központokban árusított matricás üvegpoharak, a világháborút követően pedig a festett porcelán tálak, edények, poharak jelentették a tájhoz, helyhez, szülőföldhöz tartozás legszínesebb, legismertebb megjelenési formáit. A gyűjtemény Kiss Gábor kollekciójából mutat be egy reprezentatív válogatást. A kiállítást egy békebeli magyarországi fürdőt aprólékosan rekonstruáló – Terleczki József által készített - makett, korabeli utazási plakátok és egy 1907-es kiadású kárpát-medencei balneológiai térkép egészíti ki.

### Somogyi Győző: A nagy térkép. Kárpát-medence magyarlakta területei madártávlatból
Somogyi Győző festőművész páratlan vállalkozásba kezdett az 1970-es években. Gyalogszerrel bejárta, majd dombok, házak, templomtornyok tetejéről megrajzolta a régi ország magyarlakta területeinek égi látványát. A mű elkészült és restaurált változata állandó jelleggel, a művész egyedi kiegészítéseivel látható a Trianon Múzeumban.

### Tatár Dóra - Ónodi Béla: A történelmi Magyarország címerei ólomüvegen
Az ólomüveggel foglalkozó magyar művészházaspár vállalta a Trianon Múzeum centrális pontján található hajdani barokk könyvtárterem mennyezeti világító ablakainak restaurálását. A három, eddig elkészült ablaküveg közepén az integer és a trianoni Magyarország kontúrjai látszanak, üvegenként a régi Magyarország négy-négy vármegye címerével, az ovális üveg szélén a vármegyék neveivel. A vármegyék székhelyeit Magyarország területén apró pontok jelzik. A három eddig elkészült ólomüveg ablakot a Múzeum felajánlásból kapta: az elsőt egy múzeumlátogató, Hatvani Sándor, a másodikat maga a művészházaspár, Tatár Dóra és Ónodi Béla, a harmadikat pedig Lezsák Sándor és a Lakitelek Alapítvány finanszírozta.

### Trianon és a magyar bélyegkiadás
Ez a kiállítási anyag a közép-európai államhatárokban és az állami felségterületekben bekövetkező hatalmas változásokat követi nyomon a postai levelezőlapokon, bélyegeken, bélyegzéseken, felülbélyegzéseken 1918-at követően. A tárlat a MABÉOSZ segítségével és folyamatos szakmai közreműködésével mutat be ezekből a postai termékekből reprezentatív válogatást egészen 1938-1941-ig, a visszatért területekhez kapcsolódó filatéliai munkákig.

### Vármegyeházak a történelmi Magyarországon
A régi Magyarország fennállásának mozdíthatatlan talpköve a vármegyei autonómia, a vármegyei élet és közigazgatás központja pedig a vármegyeháza volt. A Hatvani Sándor által lefolytatott több évtizedes kutatómunka nyomán megvalósult kiállítás a vármegyeháza-építészet Kárpát-medencei történetét mutatja be részletes történeti kronológiával, fényképekkel, alaprajzokkal, megyetérképekkel, főispán portrékkal s a tatai vár makettjével.

### Öröm és mámor. Az elszakított területek visszatérése, 1938-1941
1938 és 1941 között az első világháborút követően Magyarországtól elcsatolt területek egy része néhány évre visszatért az anyaországhoz. A kiállítás a visszatérés és a területekre történő bevonulás pillanatait mutatja be színes és fekete-fehér fényképfelvételekkel, a változásokat bemutató térképlapokkal, Cs. Szabó László, Rónai Zoltán, Márai Sándor korabeli tudósításaival.

## A Trianon Múzeum jelmondata
A Trianon Múzeum jelmondata egy Hamvas Bélától származó gondolat: "Semmi lázadás. De semmit sem engedni!"

## Külső hivatkozások
- Trianon kiállítás Mezőkövesden
- Délvidéki magyar golgota - emlékezés a vérengzés áldozataira Archiválva 2016. március 4-i dátummal a Wayback Machine-ben
- Tisztelet a Kormányzónak[halott link]
- Délvidéki magyar golgota - emlékezés a vérengzés áldozataira[halott link]
- Hősök és áldozatok: egyedülálló kiállítás a Székely Hadosztályról
- Kratochwill Károly és a Székely Hadosztály tetteire emlékeztek
- Kolozsvár és Székelyföld kapcsolata. Múlt és jelen. – Konferenciát szervez az EMI és a Trianon Múzeum
- Holnaptól „nyílik az akác” – Ajánló
- Trianon előzményei és következményei – Dr. Szabó Pál Csaba előadása[halott link]
- Trianonról másképpen[halott link]
- Az_egész_Karpat-medencere_kiterjedo_gyujtest_indit_a_trianon_muzeum
- Várja látogatóit a várpalotai Trianon Múzeum
- Új teremmel bővül a Trianon Múzeum
- Trianon emlékkiállítás a Klauzál Házban
- Új tárlatokkal gazdagodott a Trianon Múzeum
- Trianont ledöntjük
- A fájdalom és a remény kastélya
- Történelmi vetélkedő a Trianon Múzeumban
- Zadravecz-kiállítás a Trianon Múzeumban
- A kormány nem engedi Budapestre költözni a Trianon Múzeumot
- Délvidéki magyar golgota 1944-45-ös áldozataira emlékeznek[halott link]
- Séta a várpalotai Zichy kastélyban
- Várkapitány, Makovecz-tervekkel[halott link]
- Mire jók a csetreszek?[halott link]
- A hitelesség a titka mindennek[halott link]
- Hajfonat - Szabó Pál Csaba a régi udvarházakról , a gyáván kezelt nemzeti tragédiákról és a szomszéd sorsáról
- Hosszú távra rendezkedik be a Trianon Múzeum[halott link]

## Képek
- Trianon Múzeum, Várpalota. HUNHIR-képek
- Trianon Múzeum, Várpalota. Képek[halott link]